# О Се Хон
О Се Хон (кор. 오세훈, нар. 15 січня 1999, Ульсан) — південнокорейський футболіст, нападник клубу «Асан Мугунхуа».

## Клубна кар'єра
Народився 15 січня 1999 року в місті Ульсан. Вихованець футбольної школи клубу «Ульсан Хьонде». Дорослу футбольну кар'єру розпочав 2018 року в основній команді того ж клубу, в якій провів один сезон, взявши участь у 3 матчах чемпіонату. 2019 року для отримання ігрової практики був відданий в оренду в клуб другого дивізіону «Асан Мугунхуа». Станом на 18 травня 2019 року відіграв за асанську команду 9 матчів в національному чемпіонаті.

## Виступи за збірні
У складі юнацької збірної Південної Кореї до 17 років  взяв участь у юнацькому чемпіонаті світу 2015 року в Чилі, де зіграв у 4 іграх.
У 2018 році у складі збірної Південної Кореї до 19 років взяв участь в юнацькому (U-19) кубку Азії в Індонезії. На турнірі він зіграв у 3 матчах і допоміг своїй команді стати фіналістом турніру. Цей результат дозволив команді до 20 років кваліфікуватись на молодіжний чемпіонат світу 2019 року у Польщі, куди поїхав і О Се Хон.

## Титули і досягнення
- Чемпіон Азії (U-23): 2020